# Flamenne (rivière)
La Flamenne est une rivière française du département du Nord, et un affluent de la Sambre, donc un sous-affluent de la Meuse.

## Géographie
La longueur de son cours d'eau est de 8,5 km.
C'est un des rares affluents de la Sambre en rive gauche. Elle prend sa source à Feignies, passe à Douzies (commune de Maubeuge) et Sous-le-Bois (commune de Maubeuge), se jette dans la Sambre.
À Feignies, la petite rivière est franchie deux fois par l’antique Chaussée Brunehaut dans son parcours de Bavay vers Trèves.
Son affluent principal est le ruisseau des guides.